# Rupert Giles
Rupert Giles, kallad Giles, är en fiktiv karaktär i TV-serien Buffy och vampyrerna som spelas av Anthony Stewart Head. Giles är förutom Sunnydale High Schools bibliotekarie även Buffys Väktare. Han tränar och lär henne hur hon ska besegra vampyrer och demoner, eftersom det är hans uppgift att handleda Dråparen. I och med att han är en Väktare är han med i Väktarrådet, som kontrollerar Dråparen.
Giles är relativt kunnig i magi och kallades under sin rebelliska tonår Ripper och har ett förflutet i demonåkallning.
I de tidiga säsongerna uppvaktar Giles datorläraren på Sunnydale High School, Jenny Calendar. Förhållandet tar slut när Ms. Calendar mördas av Angelus, eftersom hon försöker återskapa Angels själ. Giles tar så småningom över stadens magibutik, The Magic Box, som kommer att fungera som en samlingsplats för Scooby-gänget.
En kort period flyttar Giles tillbaka till England för att försöka få Buffy att förstå att hon kan stå på egna ben, men han återvänder när Willow löper amok.